# Platycleis tricarinata
Platycleis tricarinata är en insektsart som först beskrevs av Yu S. Tarbinsky 1930.  Platycleis tricarinata ingår i släktet Platycleis och familjen vårtbitare. Inga underarter finns listade i Catalogue of Life.